# Khary Payton
Khary Payton (Augusta, 16 de maio de 1972) é um ator e dublador americano. Conhecido por interpretar King Ezekiel em The Walking Dead.

## Carreira
Payton apareceu em uma base recorrente como o Dr. Terrell Jackson na novela General Hospital, do horário nobre da ABC. Atualmente, ele interpreta Ezequiel em The Walking Dead, da AMC.

### Trabalho de voz
Payton interpretou Cyborg nas séries animadas Teen Titans e Aqualad em Justiça Jovem. Na série de desenho animado da Liga da Justiça, Payton deu voz ao vilão Dez (da Royal Flush Gang). Ele também deu voz a Drebin no jogo Metal Gear Solid 4: Guns of the Patriots, cordão de rasgamento em G. I. Joe: Renegades, Lâmina em Marvel: Ultimate Alliance, Grimlock em Transformers: Robôs disfarçados e Killer Croc em Batman: Arkham Submundo, e está, atualmente, dublando Wasabi no Disney XD original da série  Big Hero 6, com base na Marvel Comics por Homem de Ação e o filme de mesmo nome por Don Hall e Chris Williams.

## Prêmios e indicações
| Ano  | Prêmio                   | Categoria                                                                 | Obra                             | Resultado |
| ---- | ------------------------ | ------------------------------------------------------------------------- | -------------------------------- | --------- |
| 2014 | BTVA Voice Acting Awards | Best Male Vocal Performance in a TV Series in a Guest Role - Action/Drama | Ben 10: Omniverse                | Indicado  |
| 2015 | BTVA Voice Acting Awards | Best Male Lead Vocal Performance in a TV Series                           | Transformers: Robots In Disguise | Indicado  |